# San Lucas (Jerez de la Frontera)
San Lucas es un barrio del centro histórico de la ciudad de Jerez de la Frontera, (Andalucía, España). Situado en el distrito centro, limita con los barrios de San Juan al norte, San Mateo al oeste y las Bodegas Pedro Domecq al sur. Cuenta con una población de 790 habitantes.

## Lugares de interés
Cuenta con numerosas casas palaciegas, algunas están siendo restauradas.
- Ciudad del Flamenco
- Iglesia de San Lucas
- Peña Flamenca La Buena Gente